# Choryňská stráž
Choryňská stráž je přírodní památka na západním okraji obce Choryně v okrese Vsetín.

## Předmět ochrany
Důvodem ochrany jsou louky s teplomilnými prvky fauny a flóry, přirozené sukcese původního dubového lesa. Přírodní památka zaujímá jižní svah stejnojmenného 375 metrů vysokého vrchu. V roce 2015 zde byla otevřena naučná stezka, která zahrnuje též ptačí pozorovatelnu na břehu řeky Bečvy.

## Galerie

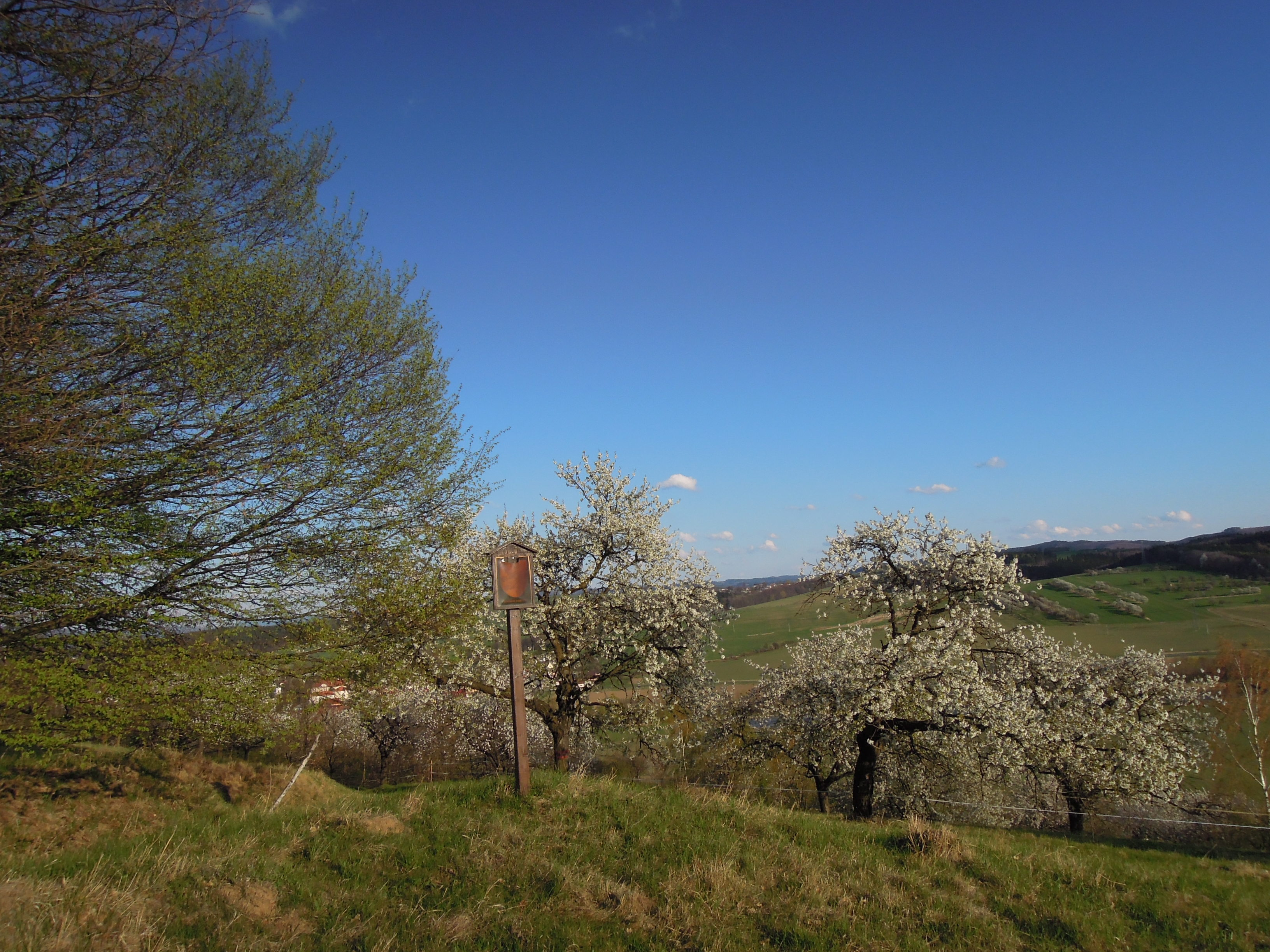
Přírodní památka Choryňská stráž
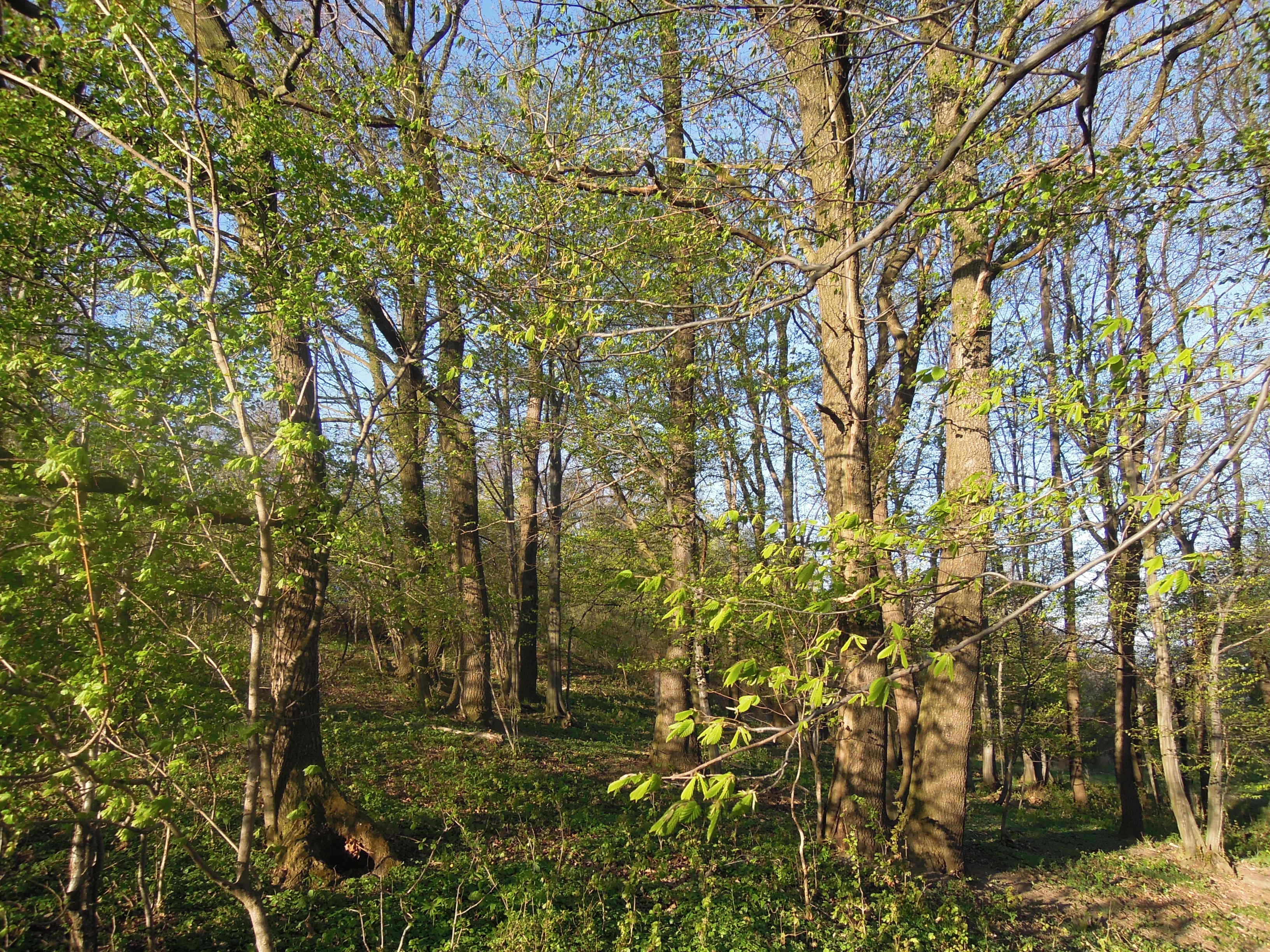
Lesní porost
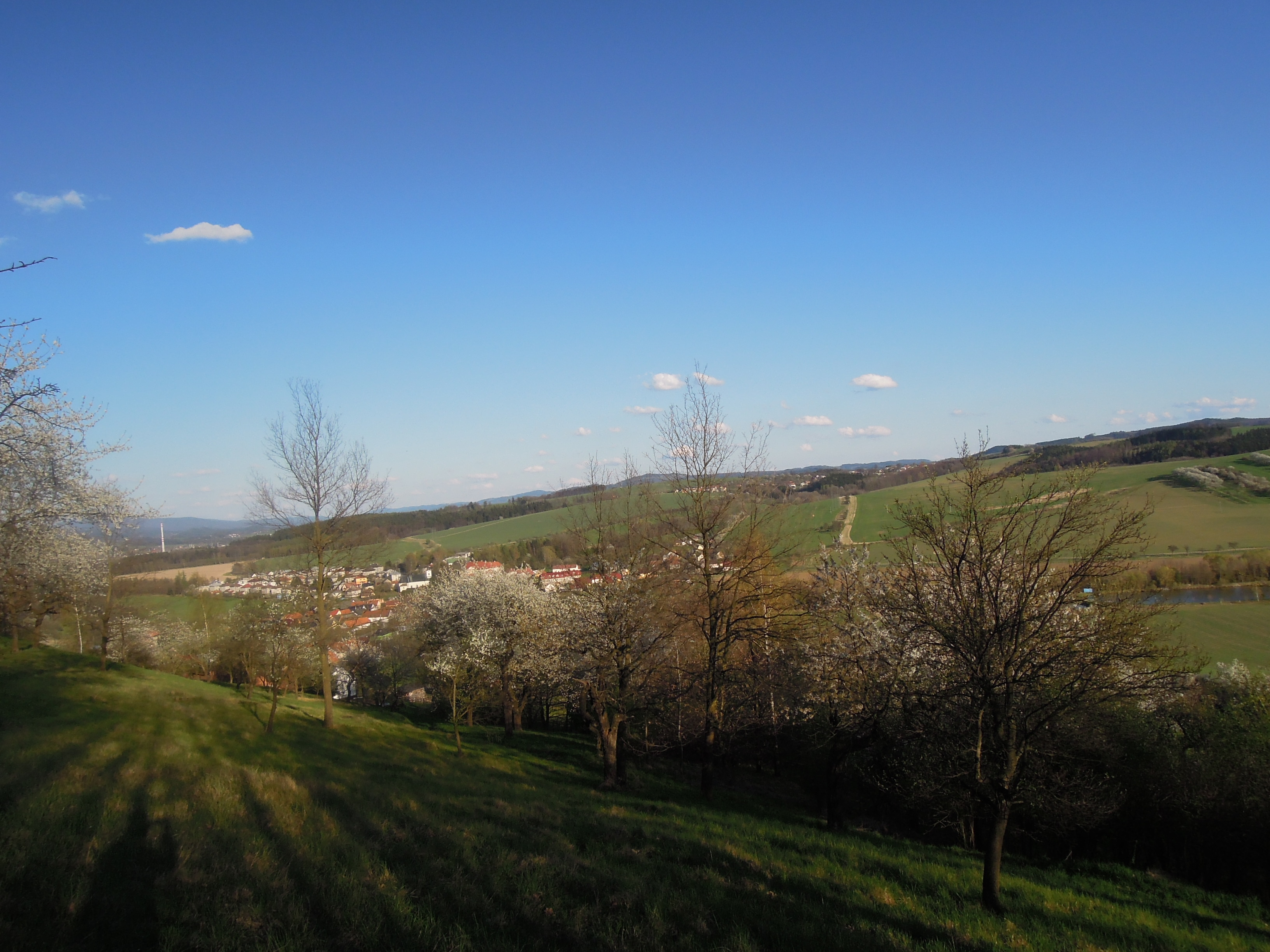
Choryňská stráž, v pozadí obec Choryně
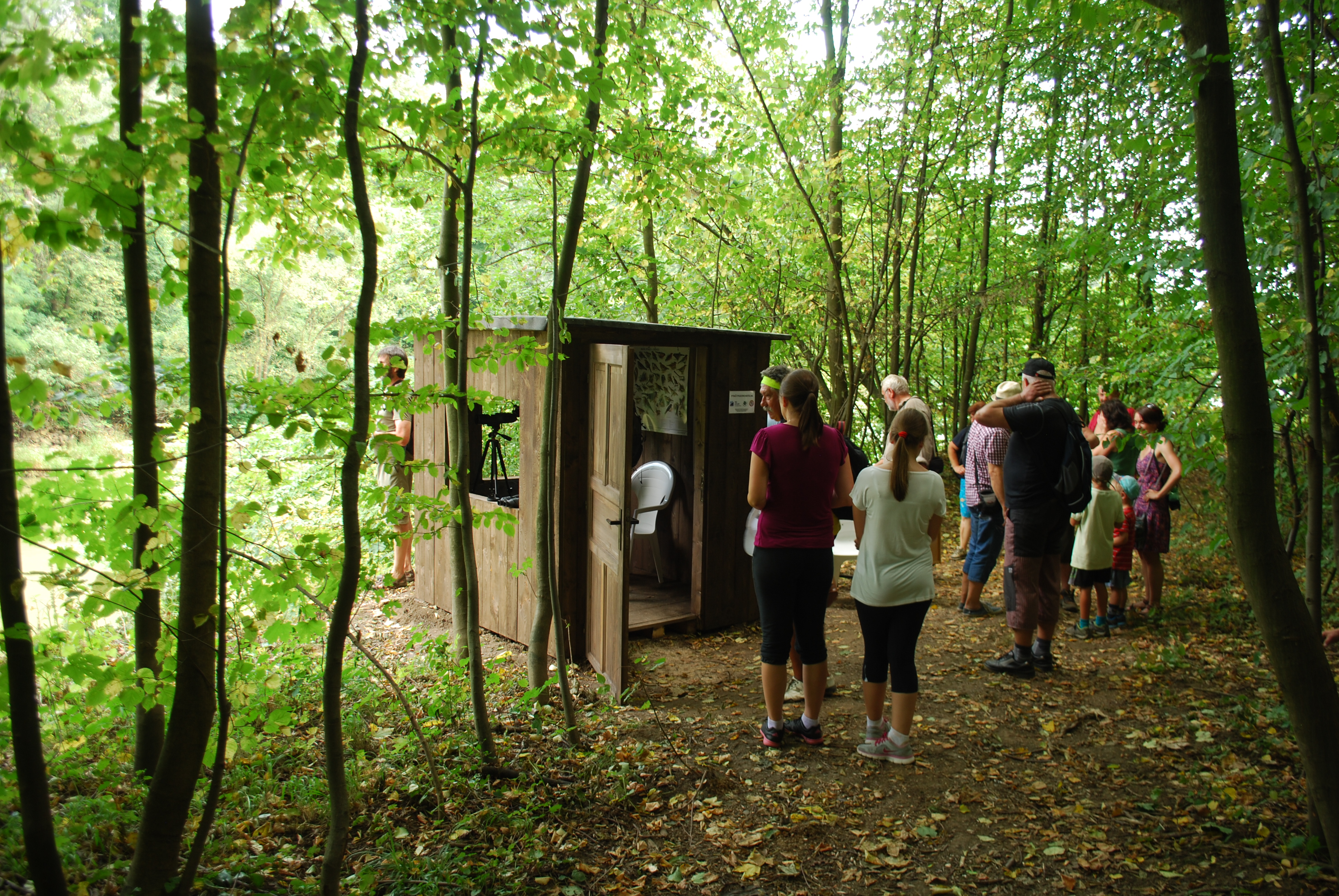
Naučná stezka Choryňská stráž, ptačí pozorovatelna